# Заінгир (присілок)
Заінгир (рос. Заингирь) — присілок в Нейському районі Костромської області Російської Федерації.
Населення становить 10 осіб. Входить до складу муніципального утворення Кужбальське сільське поселення.

## Історія
У 1936-1944 роках населений пункт належав до Ярославської області. Від 1944 року належить до Костромської області.
Від 2007 року входить до складу муніципального утворення Кужбальське сільське поселення.

## Населення
| 2008 | 2010 | 2014 |
| ---- | ---- | ---- |
| 12   | ↘10  | →10  |